# Dolna Bela Tsrkva
Dolna Bela Tsrkva (en macédonien Долна Бела Црква) est un village du sud-est de la Macédoine du Nord, situé dans la municipalité de Resen. Le village comptait 237 habitants en 2002.

## Démographie
Lors du recensement de 2002, le village comptait :
- Macédoniens : 156
- Albanais : 81